# Manolo (calciatore 1960)
Manolo, pseudonimo di José Manuel Martínez Toral (Caravaca de la Cruz, 29 ottobre 1960), è un ex calciatore spagnolo, di ruolo difensore.

## Palmarès

### Club

#### Competizioni nazionali
- Campionato spagnolo: 1

Barcellona: 1984-1985
- Coppa di Spagna: 3

Barcellona: 1980-1981, 1982-1983, 1987-1988
- Coppa della Liga: 2

Barcellona: 1983, 1986
- Supercoppa di Spagna: 1

Barcellona: 1983

#### Competizioni internazionali
- Coppa delle Coppe: 1

Barcellona: 1981-1982